# 道の駅のつはる
道の駅のつはる（みちのえき のつはる）は、大分県大分市大字下原にある国道442号の道の駅である。

## 概要
ななせダム（旧:大分川ダム）に面した国道442号沿いに位置する。大分市が大分県と共同で整備した。
敷地面積5,942m2。建物は木造（一部鉄筋コンクリート構造）平屋建てで480m2。外観は、野津原地区内にある国指定重要文化財の後藤家住宅をイメージしている。また、ななせダムのダム湖である、のつはる湖側の壁面は全面ガラス張りとされており、ダム湖を眺望できる。

## 施設

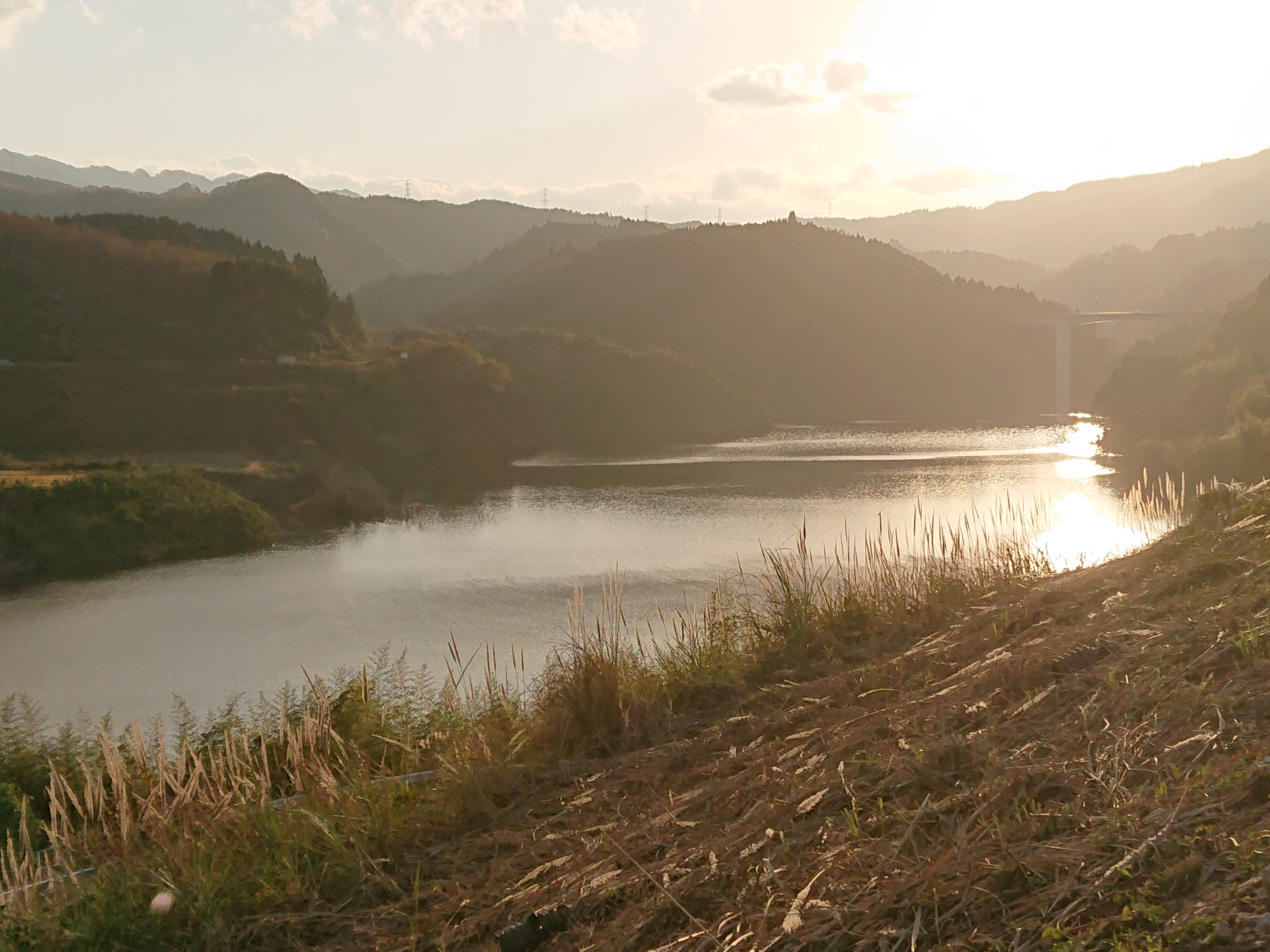
道の駅のつはるに隣接した「のつはる湖」

- 駐車場
  - 普通車：44台
- トイレ
  - 19器
- 情報提供コーナー
- 農産物直販所
- レストラン
  - マスターズカフェ[3]
- 多目的交流スペース
- 授乳室
- EV充電器
- レンタサイクル倉庫
- 石油ガス災害バルク[5]

## アクセス
- 国道442号

## 周辺
- ななせダム